# Ołówek

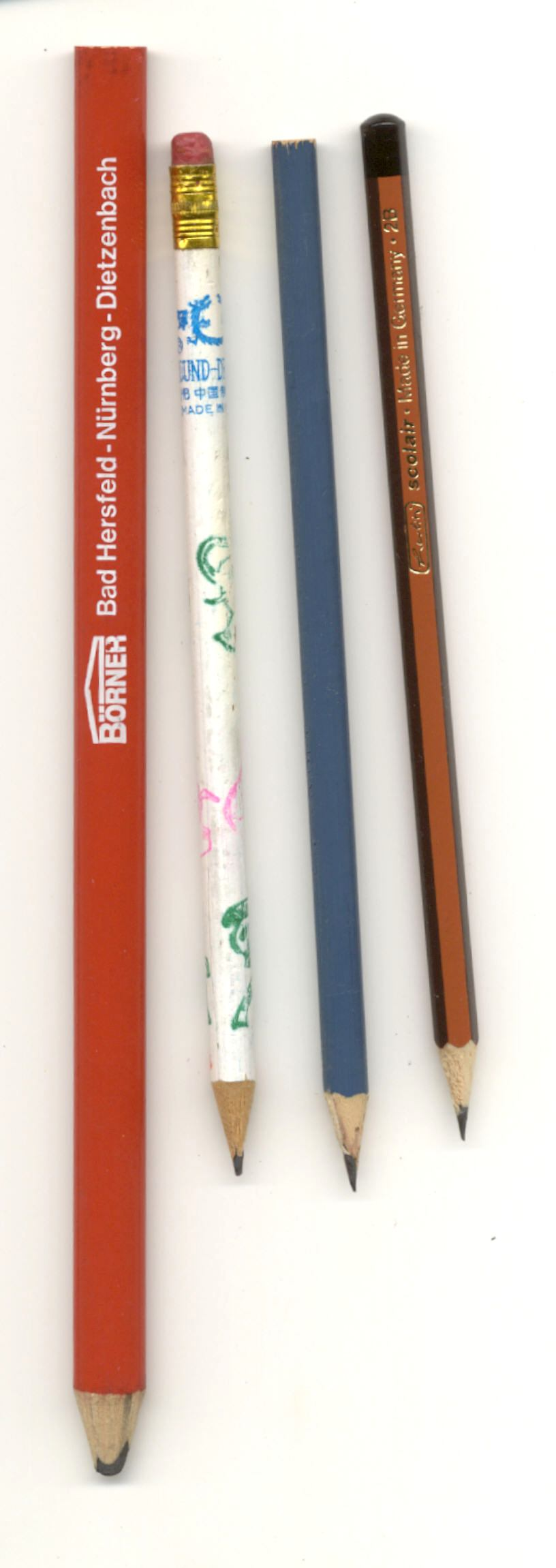
Ołówki: ciesielski, z gumką, oraz zwykłe

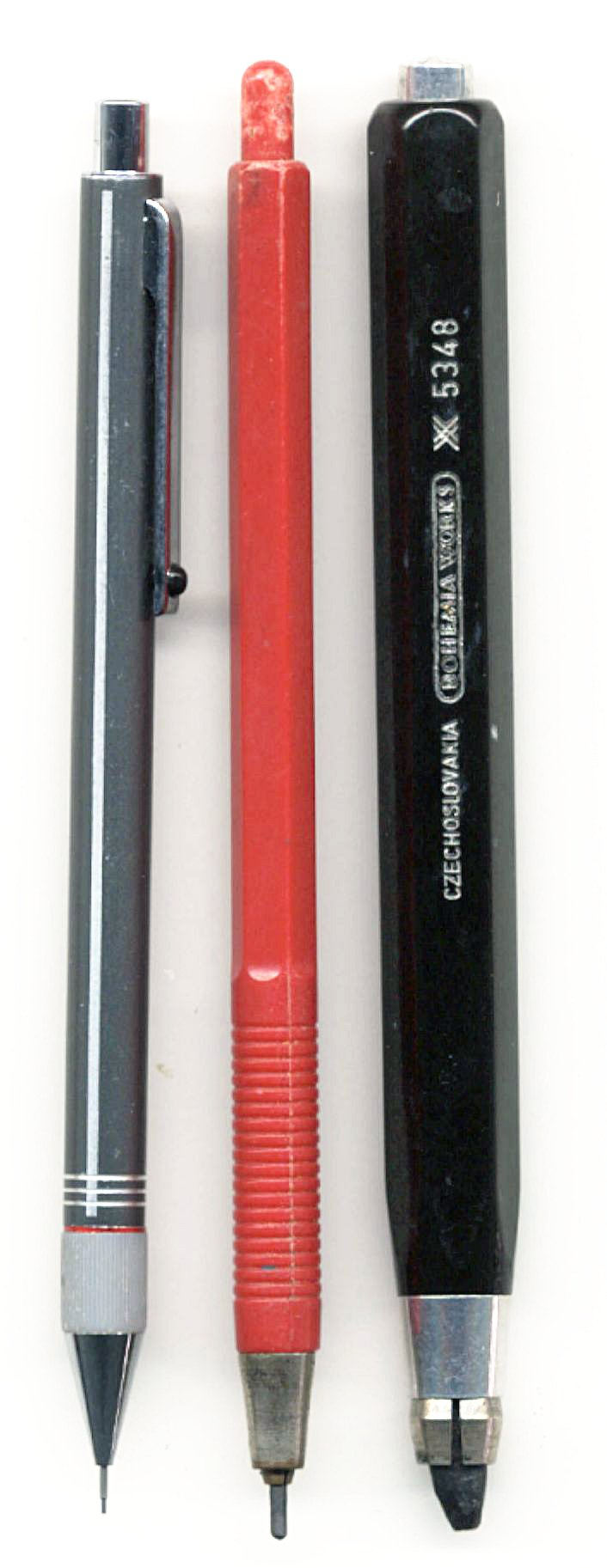
Ołówki automatyczne

Ołówek – narzędzie do pisania lub rysowania na papierze lub drewnie. Cechuje się czarnym lub ciemnoszarym kolorem pisma oraz możliwością starcia naniesionego za jego pomocą napisu.
Metalowe zakończenie akselbantów noszonych przy współczesnym umundurowaniu jest pozostałością przymocowywanego do nich dawniej kawałka ołowiu, który spełniał rolę ołówka.

## Historia
Polska nazwa pochodzi od ołowiu, który był używany do pisania w starożytnym Egipcie, Grecji oraz Rzymie. Do XIV wieku europejscy artyści używali prętów ołowianych, cynkowych lub ze srebra do tworzenia jasnoszarych rysunków zwanych silver-point. W XVI wieku Szwajcar Konrad Gesner opisał w rozprawie o skamielinach pt. De omni rerum fossilium genere, gemmis, lapidibus metallis, et huiusmedi... pręt do pisania w drewnianej oprawce. Gdy w 1564 roku w Borrowdale w Anglii znaleziono czysty grafit, zaczęto go używać zamiast ołowiu, jednak nazwa ołówek pozostała. 
W 1662 r. Friederich Stadler wytwarzał wkładki grafitowe osadzone w drewnie oraz ekskluzywne, osadzone w metalu, w trakcie zużycia wykręcane. 
W 1790 r. niezależnie Nicolas Conte i Josef Hardtmuth produkowali ołówki w których materiałem pisarskim była mieszanina oczyszczonego grafitu  zmieszanego z glinką. Wkład był trwale osadzony w drewnie i przewidywano temperowanie w miarę zużywania się drewna.
Ołówek z gumką opatentowano w 1858 roku.
Rysunki ołówkami wykonywali artyści tacy jak Le Corbusier i Picasso.
24 stycznia 1906 r. chorwacki wynalazca, urodzony w Liptowskim Mikułaszu Eduard Slavoljub Penkala opatentował w Zagrzebiu pierwszy na świecie ołówek automatyczny z pręcikiem grafitowym wysuwanym mechanicznie z obudowy.

## Zasada działania
Współczesny ołówek jest cienkim prętem wykonanym z grafitu oraz kaolinu w oprawie drewnianej lub z tworzywa sztucznego. Podczas pisania grafit ściera się, pozostając cienką warstwą na powierzchni kartki lub drewna. Gdy wystający grafit ulegnie starciu lub stępieniu, ołówek należy naostrzyć przez ścięcie części drewnianej oprawy w celu dotarcia do grafitu, który znajduje się dalej. W ten sposób ołówek ulega skróceniu. Problem ten został usunięty w ołówkach automatycznych, w których skracaniu w miarę pisania ulega tylko sam pręcik grafitowy. Twardość oraz odcień ołówka zależy od proporcji pomiędzy grafitem a kaolinem z nim zmieszanym. Im więcej grafitu, tym ciemniejszy oraz bardziej miękki jest ołówek. Większa ilość kaolinu sprawia, że ołówek jest twardszy i jaśniejszy.
Ołówki podzielić można ze względu na zastosowanie. Ołówki twarde i bardzo twarde znajdują zastosowanie w rysunku technicznym (oznaczone literą „H”), ołówki miękkie zaś do rysunku artystycznego (oznaczone „B”).
Między tymi rodzajami ołówków znajdują się ołówki o twardości pośredniej, oznaczone „HB” i „F”, używane głównie do pisania. Istnieje 20 różnych stopni twardości ołówków artystycznych (wyższej klasy): EE, 12B, 9B, 8B, 7B, 6B, 5B, 4B, 3B, 2B, B, HB, F, H, 2H, 3H, 4H, 5H, 6H, 7H, 8H, 9H oraz 4 stopnie twardości ołówków zwykłych (od 1 do 4). Ołówek nr 1 odpowiada miękkiemu 2B, ołówek nr 2 – HB, nr 3 – twardemu H, a nr 4 – 3H.
Europejski system oznaczania twardości ołówków używa liter: H (ang. hard – twardy), F (ang. firm – pewny) i B (ang. black – czarny).
|             |             |             |    |    |    |    |    |        |        |        |        |    |    |    |    |                    |                    |                    |                    |
| 9H          | 8H          | 7H          | 6H | 5H | 4H | 3H | 2H | H      | F      | HB     | B      | 2B | 3B | 4B | 5B | 6B                 | 7B                 | 8B                 | 9B                 |
| najtwardszy | najtwardszy | najtwardszy | →  | →  | →  | →  | →  | średni | średni | średni | średni | →  | →  | →  | →  | najbardziej miękki | najbardziej miękki | najbardziej miękki | najbardziej miękki |

Ołówek 9B ma wkład z czystego grafitu.
Nie od początku litery „H”, „B” i „F” oznaczały stopień twardości rysika. Oznaczenia wprowadziła fabryka ołówków KOH-I-NOOR Hardtmuth z Czeskich Budziejowic w XIX wieku. Oznaczały tyle co H – Hardtmuth (Joseph – założyciel fabryki), B – Budějovice (siedziba fabryki) oraz F – Franz Hardtmuth (wnuk założyciela, który opracował technologię pozwalającą produkować ołówki o różnej twardości)[niewiarygodne źródło?].

## Sposób wytwarzania
W początkowej fazie produkcji należy rozdrobnić grafit. Stosuje się do tego celu urządzenia, w których pod wpływem sprężonego powietrza kawałki grafitu zderzają się ze sobą, krusząc się wzajemnie. Sproszkowany grafit miesza się z kaolinem i wodą do uzyskania konsystencji kitu. W celu wymodelowania odpowiedniego kształtu grafit zostaje wtłoczony do dyszy, z której wychodzi jako uformowany pręt. Następnie pręt tnie się na kawałki oraz praży się w temperaturze 1200 °C. Kawałek grafitu zostaje powoskowany, a następnie umieszczony w drewnianej oprawce. Drewno na oprawkę musi być miękkie, by łatwo dało się zatemperować, kiedy grafit się wypisze. Drewno tnie się na listewki o długości ołówka, szerokości kilku ołówków i grubości połowy ołówka. W listewkach nacina się rowki i wkłada w nie grafity. Następnie od góry przykleja się takie same listewki z rowkami. Taki twór zostaje następnie pocięty na pojedyncze ołówki. W ostatniej fazie ołówki zostają pomalowane i ewentualnie zaopatrzone w gumkę.

## Ołówek kopiowy („chemiczny”, „atramentowy”)
Specjalny ołówek, obecnie rzadko spotykany, który stosowany był po zwilżeniu rdzenia ołówka (np. śliną). Wynalazł go w 1857 roku K. Puscher, a opatentował 10 lipca 1866 roku Edison Clark.
Rdzeń takiego ołówka wykonany jest ze ścieralnej glinki (nie podlegającej wypalaniu) nasączonej barwnikiem rozpuszczalnym w wodzie, np. fioletem metylowym; zostawia on ślady odporne na ścieranie gumką. Takim ołówkiem dokonywano wpisów w dokumentach, w których każdy wpis powinien być nieusuwalny i pozostawiać trwały ślad – np. w dokumentach finansowych – w czasach, kiedy nieznany był jeszcze (lub nie dość popularny) długopis, a pióra wieczne nie były dostępne dla wszystkich ze względu na cenę. Potoczna nazwa „kopiowy” pochodzi stąd, że dokument zapisany takim ołówkiem można było skopiować (uzyskując obraz w lustrzanym odbiciu) przy użyciu specjalnej wilgotnej bibuły i prasy – dzięki temu można było przechowywać kopie wysyłanej korespondencji. Zapis ołówkiem kopiowym był wrażliwy na zawilgocenie (barwnik rozmywał się i spływał), co było istotną niedogodnością w porównaniu z ołówkami grafitowymi; jednak z drugiej strony, również zapisy sporządzone zwykłym atramentem były równie wrażliwe na wilgoć – w XIX i na początku XX wieku nie znano taniego sposobu szybkiego sporządzania trwałych notatek odpornych na wilgoć.
Ołówkiem kopiowym pisać można – prócz papieru i drewna – także na innym podłożu, np. na skórze.
Stosowany dawniej powszechnie w ołówkach kopiowych błękit anilinowy jest trujący, toteż zdarzały się przypadki martwicy tkanek zanieczyszczonych tym barwnikiem: dochodziło zazwyczaj do oparzeń śluzówki jamy ustnej (od częstego ślinienia ołówka językiem lub trzymania jego końca w ustach) bądź oczu (np. od zaprószenia oka drobinami rdzenia ołówka). Barwnik anilinowy niszczy czerwone ciałka krwi, stąd też może doprowadzić do anemii (niedokrwistości).